# Kodeks Sędziwoja

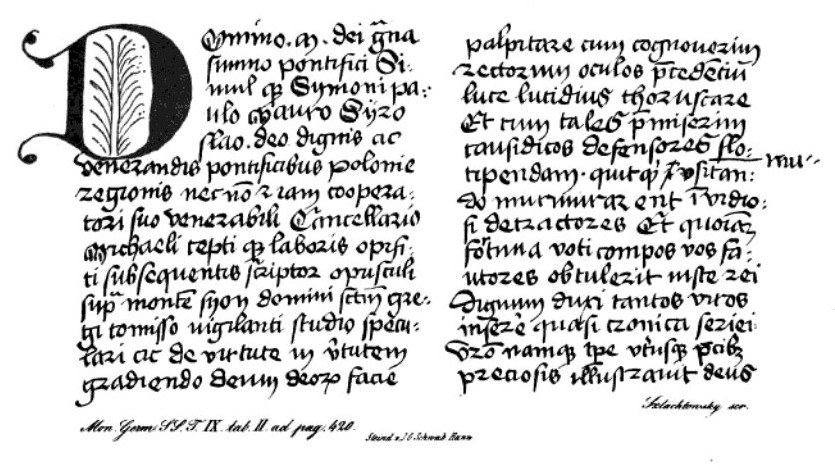
Początek Kroniki Galla Anonima w rękopisie Sędziwoja – strona 242

Rękopis Sędziwoja lub Kodeks Sędziwoja – kodeks zszyty w Gnieźnie między rokiem 1448 a 1462 ze spisanych w różnych latach rękopisów. Wykonano go dla Sędziwoja z Czechla; zawiera największą w Polsce średniowiecznej kolekcję różnych tekstów w języku łacińskim, zapisaną na 950 stronach. Przechowywany jest w Bibliotece Czartoryskich w Krakowie, pod sygnaturą 1310. Składa się głównie z tekstów historiograficznych, ale także geograficznych, literackich, hagiograficznych i prawniczych. Zbiór ten był jednym z podstawowych źródeł, na których oparł się Jan Długosz pisząc swoje Roczniki; w XIX i XX wieku naukowe badania nad nim odegrały bardzo ważą rolę w procesie naukowego odtworzenia dziejów Polski średniowiecznej.

## Opis
Kodeks złożony jest z wielu zszytych razem rękopisów. Ma wymiary 31 na 21 centymetrów. Zawiera 950 papierowych stron, z tym że strona 23 jest podwójnie paginowana, przez co strona ostatnia nosi numer 949. W XV wieku został oprawiony w dwie deski obciągnięte skórą wyciśniętą w skromny ornament liniowy. Wewnątrz oprawy zachowały się resztki wyklejki pergaminowej, za którą posłużył wystawiony w Poznaniu dokument z roku 1448. Zachowały się także resztki oryginalnego spięcia i zszycia. W XIX wieku oprawa, wyklejka, spięcie i zszycie zostały naprawione oraz uzupełnione.
Na pierwszej stronie wpisano dwie noty własnościowe. Ręką z XV wieku: Chronicon Polonorum et alia que dicitur flores temporum de summus ponificibus et Imperatoribus in fine Investarium omnium orantum et librorum ecclesie Gneznensis ex dono fratris Sanctonis pro Monasterio beati Egidii Clodaueiensis. Ręką z XVII wieku: Testimonio Illustrissimi Joanis in Zamoscie Palatini Sandomiriensis lagatus Bibliothecae Academiae Zamosciensis.
Kodeks został zszyty z kilku rękopisów stopniowo ze sobą składanych. Joachim Lelewel twierdził, że części składowych było dziewięć; współcześni badacze uważają, że więcej. Rękopisy te były już wcześniej używane, o czym świadczą nadniszczenia na kartach, powstałe jeszcze przed zszyciem.
Cały rękopis został spisany kilkoma rękami. Większość kart zapisana została pismem kaligraficznym, chociaż kilka tekstów to tak zwane minuty, być może brudnopisy. Kopiści pisali kursywą, kilka tekstów spisano bastardą.
Kodeks opatrzony został kilkuset glosami. Większość not marginalnych i interlinearnych pochodzi od Sędziwoja z Czechla, kilkadziesiąt wpisane zostało ręką Jana Długosza, autorstwo pozostałych jest nieznane.

## Historia

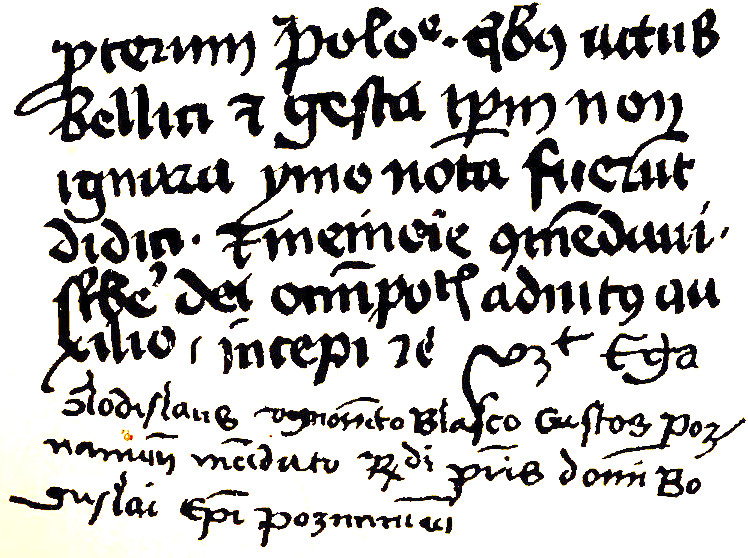
Fragment Kroniki wielkopolskiej w kodeksie Sędziwoja wraz z dopisaną glosą – strona 174

Kolofony dołączone do tekstów świadczą, że większość rękopisu spisano w katedralnym skryptorium gnieźnieńskim. Wpis własnościowy Sędziwoja, jak na to wskazuje tytułowanie go bratem Santco, pochodzi sprzed roku 1463, kiedy to Sędziwój został prepozytem kanoników regularnych w Kłodawie. Dlatego większość badaczy jest zdania, że kodeks został zszyty w Gnieźnie między rokiem 1448 (data na dokumencie, który posłużył za wyklejkę) a rokiem 1462. Część uczonych uważa, że ostateczne zszycie kodeksu nastąpiło dopiero w roku 1466, już w Kłodawie, gdyż w zbiorze znajduje się tekst pokoju toruńskiego. Prawdopodobnie jednak dokumenty z 1466 roku wpisano na pustych kartach, które pozostawiono w gotowym kodeksie.
Sędziwój rozpoczął zbieranie tekstów do kodeksu zapewne w latach 1432–1441, w okresie gdy sprawował urząd kanonika gnieźnieńskiego. Z pobytu we Francji, w latach 1442–1445, przywiózł do Polski szereg popularnych na zachodzie Europy prac. Po powrocie do Gniezna zorganizował kopiowanie kolejnych rękopisów i dołączał do swego zbioru nowe teksty, związane głównie z aktualnymi wydarzeniami politycznymi. Kolekcjonowanie tekstów zakończył po usunięciu się z życia politycznego i wstąpieniu do klasztoru, chociaż później jeszcze uaktualniał kodeks, wpisując w puste karty najnowsze dokumenty. Sam nazwał swój zbiór Kroniką Polaków (Chronicon Polonorum).
Sędziwój zapisał swój księgozbiór w testamencie Akademii Krakowskiej. Nie wiadomo jaką drogą kodeks znalazł się w XVII wieku w księgozbiorze Jana Zamojskiego, wymienionego w drugiej nocie własnościowej. Ponieważ Zamojski jest w nocie tytułowany wojewodą sandomierskim, musiał posiadać rękopis między rokiem 1659 a 1665. Zamojski zapisał w testamencie rękopis Akademii w Zamościu, w której posiadaniu znalazł się on w 1665 roku. Nie jest jasne, jaką drogą pod koniec XVIII wieku rękopis znalazł się w rękach Tadeusza Czackiego, który umieścił go w swoim zbiorze bibliotecznym w Porycku na Wołyniu. Razem z całą biblioteką porycką kodeks Sędziwoja został przekazany na początku XIX wieku do zbioru puławskiego książąt Czartoryskich, a pod koniec XIX wieku trafił do Krakowa, gdzie jest przechowywany współcześnie. W Bibliotece Czartoryskich nadano mu początkowo sygnaturę Bi R O 1310, zmienioną później na 1310.

## Zawartość
Kodeks zawiera ponad sto tekstów. Dokładną ich liczbę trudno określić, gdyż część z nich podzielona została na fragmenty umieszczone na różnych stronach zbioru, natomiast niektóre, na przykład Wielka kronika, składają z wielu utworów zapisanych jako jedna całość.
Kolekcja Sędziwoja jest nietypowa, gdyż nie jest wyłącznie historyczna. Łączy w sobie różne rodzaje źródeł, mimo tego, że w XV wieku tworzono tego rodzaju rękopisy niemal wyłącznie według kryteriów rzeczowych. Chociaż podstawą zbioru są teksty historiograficzne, Sędziwój dodał do nich prace hagiograficzne, geograficzne a przede wszystkim dokumenty oraz różne źródła prawne.
W skład Rękopisu Sędziwoja wchodzą:
- str. 2–6 Mowa przeciwko krzyżakom
- str. 7–13 Dekret kardynała Piotra w procesie polsko–krzyżackim z 1422 roku
- str. 14–21 Rocznik Sędziwoja
- str. 23–224 Wielka kronika, w tym między innymi Kronika wielkopolska, Kronika Janka z Czarnkowa, roczniki wielkopolskie
- str. 225–229 Strony wolne, porubrykowane
- str. 230–233 Dokumenty dotyczące przynależności biskupstwa kamieńskiego do metropolii gnieźnieńskiej
- str. 234–237 Trzy listy Sędziwoja
- str. 238–239 Dokument dotyczący biskupstwa kamieńskiego
- str. 240-241 Przywilej papieski dla Uniwersytetu Krakowskiego
- str. 242–307 Kronika Galla Anonima
- str. 307–327 Żywot świętego Stanisława tzw. Tradunt
- str. 327–349 Rocznik Traski
- str. 349–359 Kronika polsko-węgierska
- str. 359 Spominki krakowskie
- str. 360–407 Kronika książąt polskich
- str. 408–499 Łaciński przekład Opisania świata Marco Polo
- str. 500–533 Żywoty różnych świętych polskich i czeskich
- str. 534–548 Mowa wzywająca do walki z Turkami po upadku Konstantynopola w 1453 roku
- str. 548–561 Uchwały zjazdów w Piotrkowie z lat 1406 i 1407
- str. 552-559 Przywilej Kazimierza Wielkiego dla katedry gnieźnieńskiej z 1357 roku
- str. 560–561 Dokument Kazimierza Wielkiego dla braci von Ost dotyczący Drzenia i Santoka
- str. 561–562 Zapis Pomorza przez Mściwoja II
- str. 562–563 Inny przywilej papieski dla Uniwersytetu Krakowskiego
- str. 564–569 Oficjum mszy o świętym Wincentym
- str. 571-578 Tekst traktatu pokojowego z 1466 rok, tzw. pokoju toruńskiego
- str. 579–587 Strony wolne
- str. 588–607 Dokumenty i listy dotyczące pokoju toruńskiego oraz wojny trzynastoletniej
- str. 607–608 List Sędziwoja
- str. 609 Strona wolna
- str. 610–614 Mowa pochwalna o pontyfikacie papieża Mikołaja V
- str. 614–620 Przywileje Kazimierza Wielkiego dla Żydów
- str. 620 Różne modlitwy
- str. 621–623 Strony wolne
- str. 624–626 Przywilej nieszawski
- str. 627–633 Kronika polsko-krzyżacka
- str. 634–635 Regesty dokumentów klasztoru cystersów w Oliwie
- str. 636–638 Mapy Prus Królewskich i krzyżackich z objaśnieniami
- str. 639–641 Strony wolne
- str. 642–857 Słabo uporządkowane pisma polsko-krzyżackie – różne dokumenty, traktaty, układy pokojowe, mowy, zeznania świadków, wyroki sądowe itp.
- str. 858–901 Statuty wiślicki Kazimierza Wielkiego i warcki Władysława Jagiełły
- str. 902–903 Strony wolne
- str. 904–942 Flores Temporum Hermana Minoryty
- str. 942–943 Tzw. Zbieranka o królach polskich
- str. 943 Wiersz o świętopietrzu z Kroniki Wincentego Kadłubka
- str. 944 Inwentarz katedry gnieźnieńskiej z 1318 roku
- str. 944–945 Rocznik mazowiecki
- str. 946–949 Inwentarz katedry gnieźnieńskiej z 1450 roku

## Znaczenie
Zbiór jest przykładem charakterystycznej dla XV-wiecznej nauki kolekcji źródeł. Kolekcje takie były podstawą dla tworzenia metodą heurystyczną dzieł historiograficznych, geograficznych czy politycznych. Jest to największa znana kolekcja tego typu powstała na ziemiach polskich.
Król Kazimierz Jagiellończyk kilkukrotnie zatrudniał Sędziwoja jako eksperta w różnego rodzaju pracach dyplomatycznych. Zdaniem badaczy, przygotowana przez Sędziwoja kolekcja źródeł odzwierciedla wypracowaną w kręgu ekspertów króla Kazimierza koncepcję, w której polityka historyczna, oparta na określonej wizji dziejów Polski od czasów bajecznych do współczesności, odgrywała bardzo ważną rolę w stosunkach międzynarodowych.
Kodeks wykorzystywał w swojej pracach sam Sędziwój z Czechla, jednakże przede wszystkim stał się on jednym z podstawowych źródeł, na których oparł się Jan Długosz pisząc swoje Roczniki. Badacze nie rozstrzygnęli definitywnie kwestii, czy Długosz odwiedził Kłodawę i tam zrobił wypisy z kodeksu Sędziwoja, które potem posłużyły mu przy pisaniu Roczników. Być może Sędziwój wypożyczył Długoszowi kodeks, wysyłając go do Krakowa. Obie hipotezy mają we współczesnej nauce swoich zwolenników.
Krytyczne i źródłoznawcze badania nad kodeksem zapoczątkował w pierwszej połowie XIX wieku Jan Wincenty Bandtkie, który zużytkował rękopis Sędziwoja między innymi do wydania Kroniki Galla Anonima, a potem w dziele Ius Polonicum. Po nim szczegółowe studia nad kodeksem prowadził Joachim Lelewel i wykorzystał go pisząc swoje prace historyczne. W drugiej połowie XIX wieku kodeks stał się podstawą do wydań polskich źródeł historycznych okresu średniowiecza, przede wszystkim edycji Augusta Bielowskiego w Monumenta Poloniae Historica. W XX wieku niemal każde wydanie polskich źródeł średniowiecznych zachowanych w kodeksie, na przykład Kroniki Galla Anonima czy Kroniki wielkopolskiej, opierało się na pracy Sędziwoja.